# Lagerstroemia caudata
Lagerstroemia caudata là một loài thực vật có hoa trong họ Lythraceae. Loài này được Chun & F.C. How ex S.K. Lee & L.F. Lau mô tả khoa học đầu tiên năm 1982.